# Пурпуровий колір

Нижня границя хроматичної діаграми визначає область пурпурових кольорів

Пурпуро́вий ко́лір, також пурпу́рний (від назви пу́рпуру, фарбувальної речовини червоно-фіолетового кольору)  або шарла́товий ко́лір (від шарла́ту, застарілої назви пурпуру) — темно-червоний або яскраво-червоний колір з фіолетовим відтінком; багряний. Назва кольору походить від пурпуру — фарбувальної речовини, яку добували в давні часи з залоз равлика пурпурового — морського молюска з родини Muricidae — родича рапана. В колориметрії до пурпурових відносять гаму кольорів, що утворюються внаслідок змішування червоного кольору з синім. На кольоровому трикутнику пурпурові кольори займають місце на нижній стороні між червоним і фіолетовим. Іноді пурпуровий визначають як колір, доповняльний до зеленого та, відповідно, пурпуровим вважають один із кольорів системи CMYK, проте точнішою назвою для такого кольору є маджента (англ. magenta). У геральдиці — пурпур.

## Історія й етнографія
Із давніх часів збереглася шаноблива увага до осіб, які можуть дозволити собі здобувати дорогі продукти — у тому числі коштовні барвники: пурпур, лазурит, пізніше — кармін.
Тому, зокрема, пурпур й порфір — стародавні символи влади, ознаки вельможності їхнього власника. У геральдиці символізує благочестя, помірність, щедрість і верховне панування.

### Історичні й літературні асоціації
- Американська військова медаль «Пурпурове серце».
- роман «Барва пурпурова» (The Color Purple) Еліс Вокер 1982 р. та однойменний фільм Стівена Спілберга 1985 року.
- Рок-гурт Deep Purple (Глибокий пурпуровий), засновники хардроку і важкого металу.
- Пісня «Purple Rain» («Пурпуровий дощ»; виконавці пісні: Прінс — 1983, Ренді Кроуфорд — 1995, The Waterboys — 1998, Стен Вокер — 2009, Radio Riddler — 2014, Брюс Спрінгстін — 2016 та інші).

| Колір                 | Зображення |
| --------------------- | ---------- |
| Чорний колір          |            |
| Сірий колір           |            |
| Сріблястий колір      |            |
| Білий колір           |            |
| Золотавий колір       |            |
| Каштановий колір      |            |
| Коричневий колір      |            |
| Бурий колір           |            |
| Шамуа                 |            |
| Оливковий колір       |            |
| Трав'яний колір       |            |
| Аква                  |            |
| Аквамарин             |            |
| Бірюзовий колір       |            |
| Рожевий колір         |            |
| Малиновий колір       |            |
| Пурпуровий колір      |            |
| Бордовий колір        |            |
| Вишневий колір        |            |
| Шоколадний колір      |            |
| Колір слонової кістки |            |
| Хакі                  |            |
| Беж                   |            |

## В природі та науці

### Оптичні властивості
Пурпуровий, на відміну від фіолетового, не входить в палітру спектральних кольорів видимого спектра. Він не є одним із кольорів веселки, які визначив Ісаак Ньютон, і не має власної віднесеної до нього довжини хвиль світла. З цієї причини він називається не-спектральним кольором. Він існує в культурі та мистецтві, але в оптиці він не існує в тому ж самому розумінні як і фіолетовий. Він є лише поєднанням, в різних пропорціях, двох основних кольорів, червоного і синього.
В кольоровій моделі RGB три кольори: червоний, зелений і синій використовуються для утворення всіх кольорів на екранах комп'ютерів або телевізорів, пурпурові відтінки утворюються шляхом змішування червоного чи синього світла різної інтенсивності на чорному екрані. Стандартний пурпуровий колір в палітрі HTML утворюється змішуванням червоного і синього кольору однакової інтенсивності, і має яскравість що є половиною між повністю яскравим і темним.

### Чому виноград, баклажани та садові фіалки пурпурові
Виноград, баклажани, фіалки та інші фрукти, овочі та квіти  бувають фіолетовими і пурпуровими, тому що містять природні пігменти, що називаються антоціани. Ці пігменти знаходять у листі, коренях, стеблах, овочах, фруктах і квітах усіх рослин. Вони сприяють фотосинтезу затримуючи шкідливе випромінення світла, яке б пошкодило листя. У квітів, пурпурові антоціани допомагають приваблювати комах, що запилюють квіти. Не всі антоціани пурпурові; вони мають різний колір від червоного до пурпурового і синього, зеленого, або жовтого, в залежності від рівня їхнього pH.

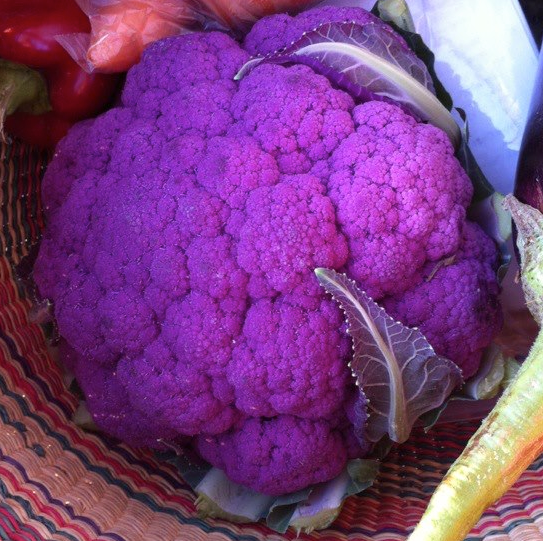
Пурпуровий колір цієї цвітної капусти, винограду, фруктів, овочів і квітів походить від природних пігментів, що називаються антоціани.
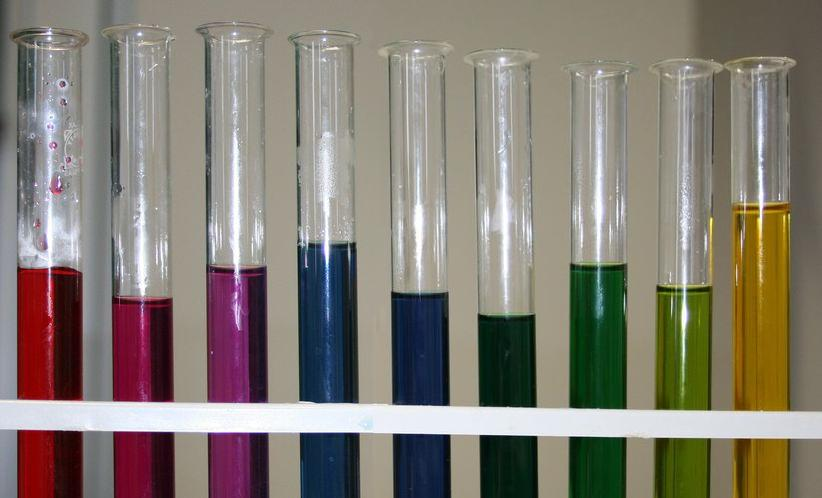
Антоціани мають різний колір від червоного до пурпурового і синього, зеленого, або жовтого, в залежності від рівня їхнього pH.
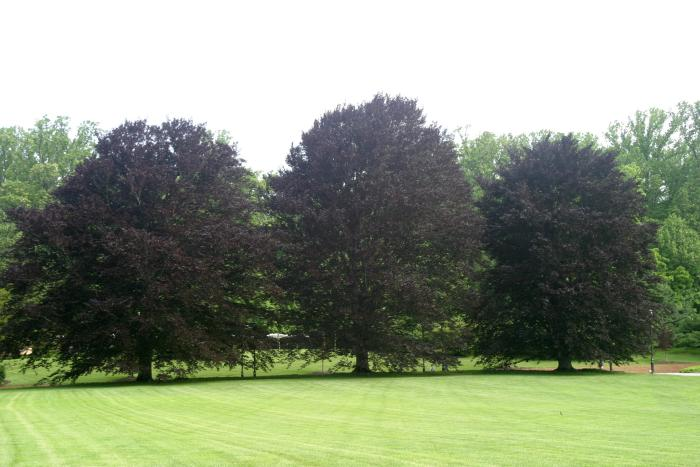
Антоціани також надають пурпурового кольору деревам буку лісового, а також осіннім листям, що стають пурпуровими.
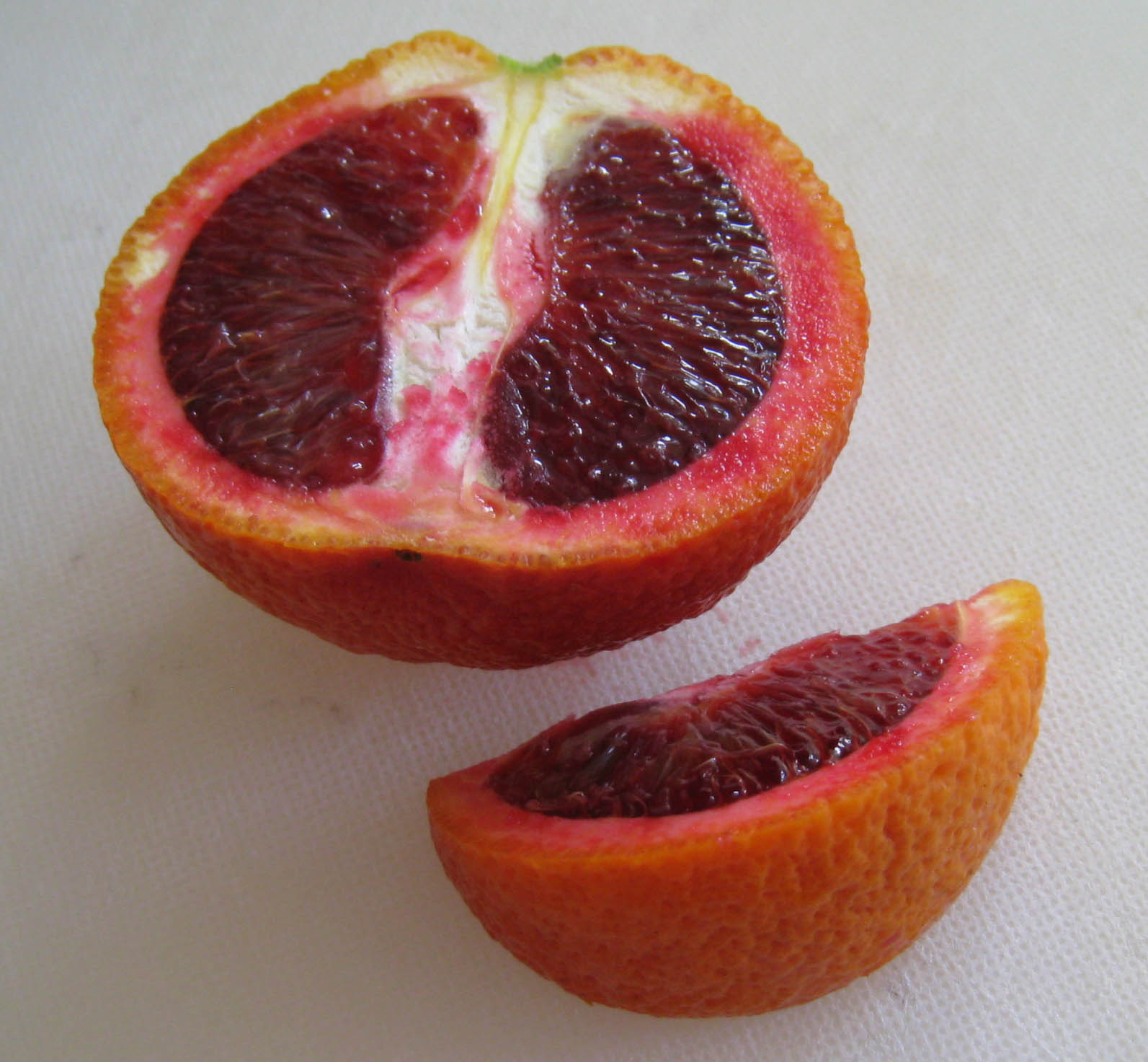
Антоціани утворюють пурпуровий колір у червоних апельсинах.

### Мікробіологія
- Пурпурові бактерії це такі фототрофічні протеобактерії, що можуть виробляти енергію шляхом фотосинтезу.[8]

- У квітні 2007 року науковцями було зроблено припущення, що в ранній період археї могли використовувати ретиналь, пурпуровий пігмент, замість хлорофілу, для отримання енергії від Сонця. Якщо це так, велика частина океану і берегової лінії повинні були бути забарвлені в пурпуровий колір; це називають гіпотезою пурпурової Землі.[9]

### Астрономія
- Одна із зірок в Стожарах, що називається Плейоною[en], або іноді Пурпуровою Плейоною оскільки, будучи зіркою, яка швидко обертається, вона має пурпуровий відтінок через її блакитно-білий колір, що затемнений кільцем, що обертається, з електрично-збудженого червоного газу гідрогену.[10]

## В культурі

### Культура Європи
У середньовічній Європі пурпуровий  символізував лідерство та короля. У європейській алхімії того часу «дорогоцінна пурпурова тинктура» була терміном для різних речовин, які алхіміки сподівалися створити.
Тірійський пурпур або Тірський пурпур - протягом тисячоліть був найціннішим кольором на планеті. Потім рецепт його приготування втратили.

## Галерея

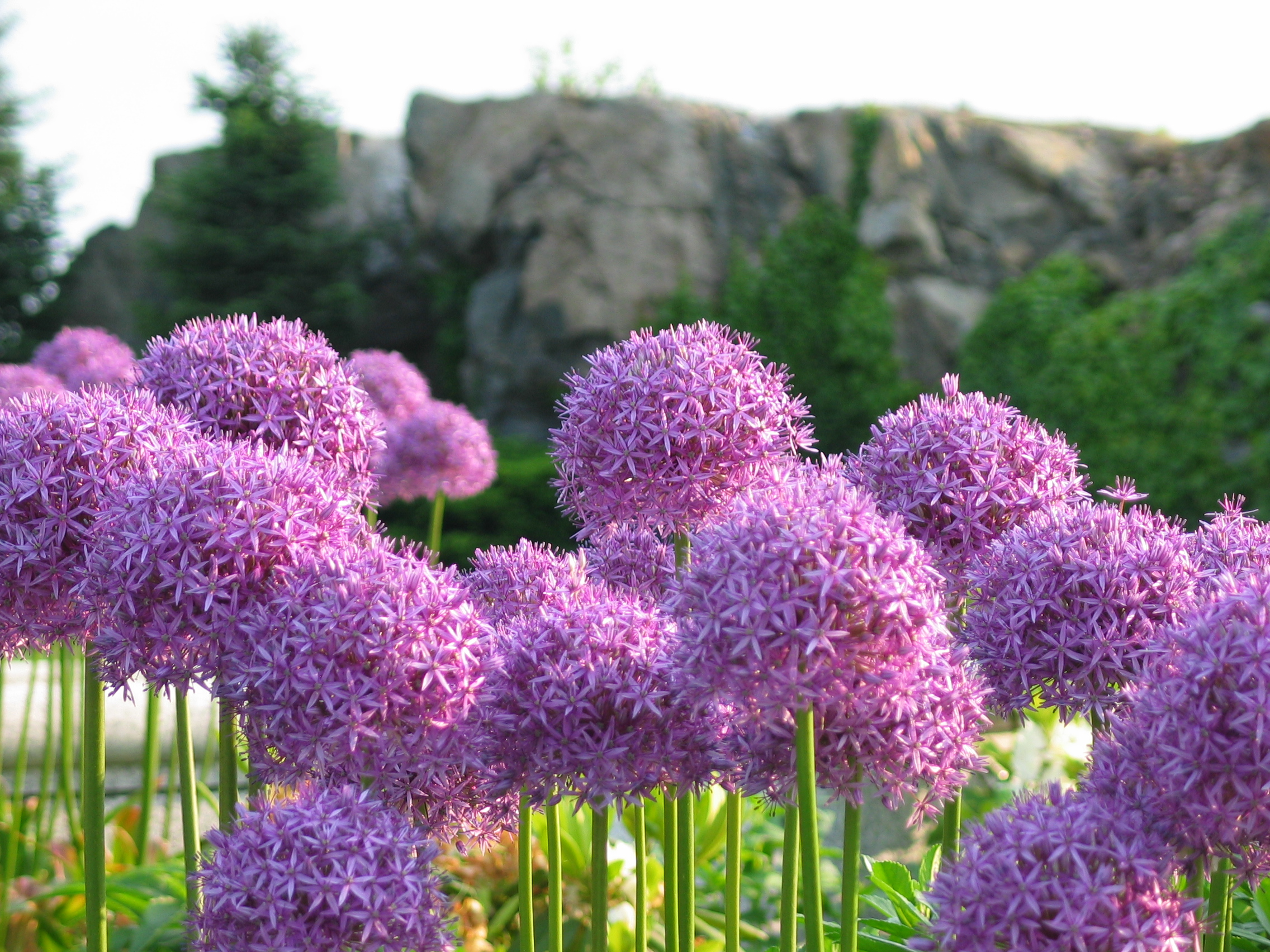
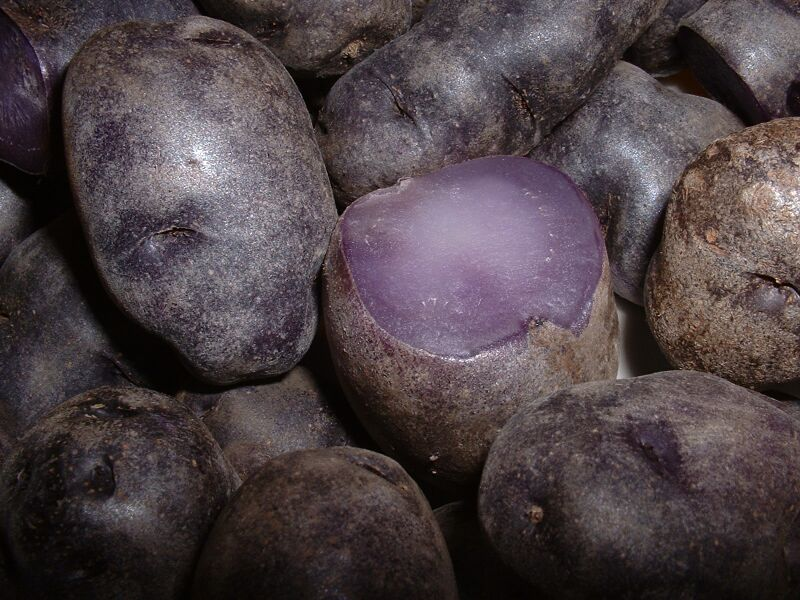
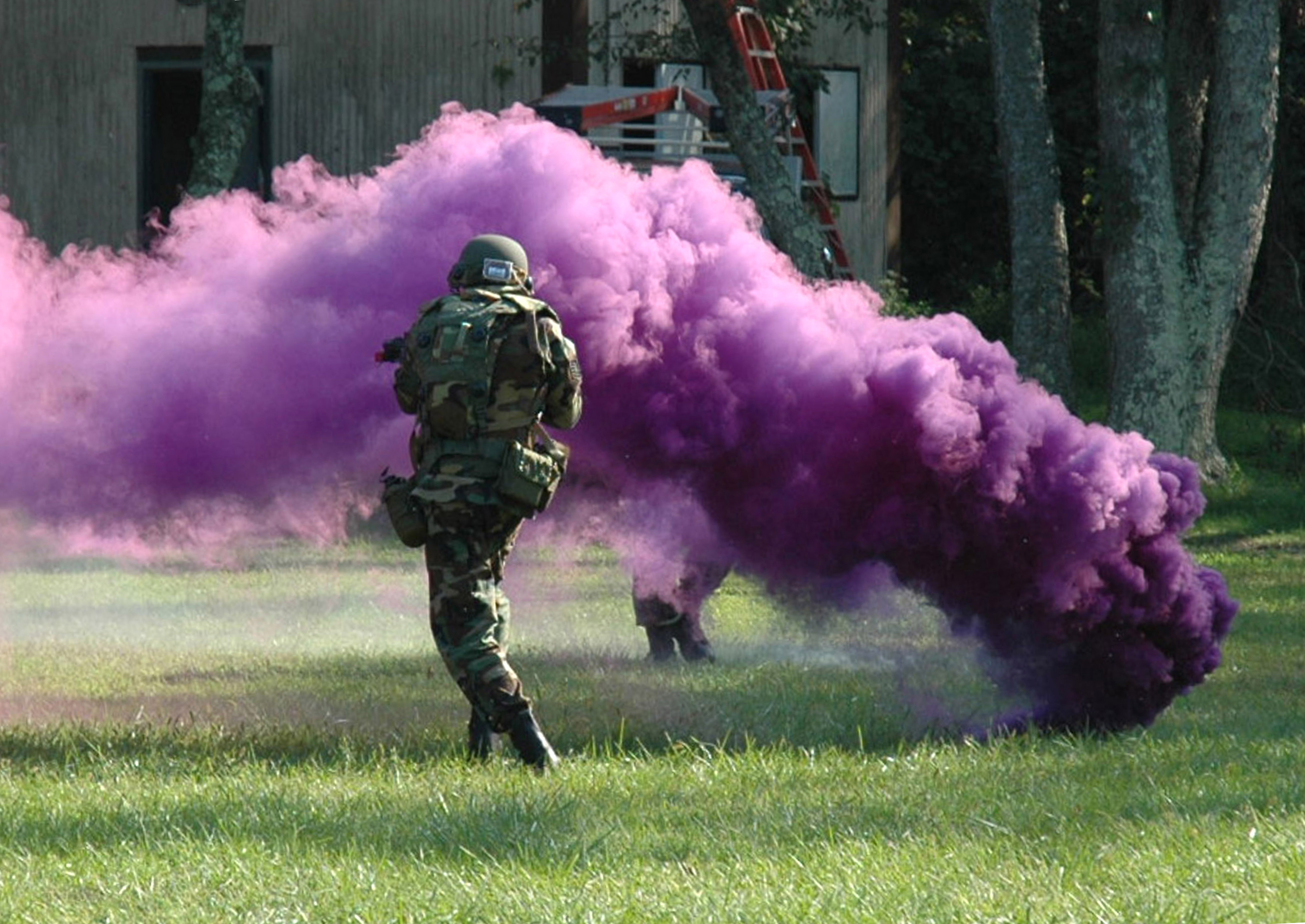
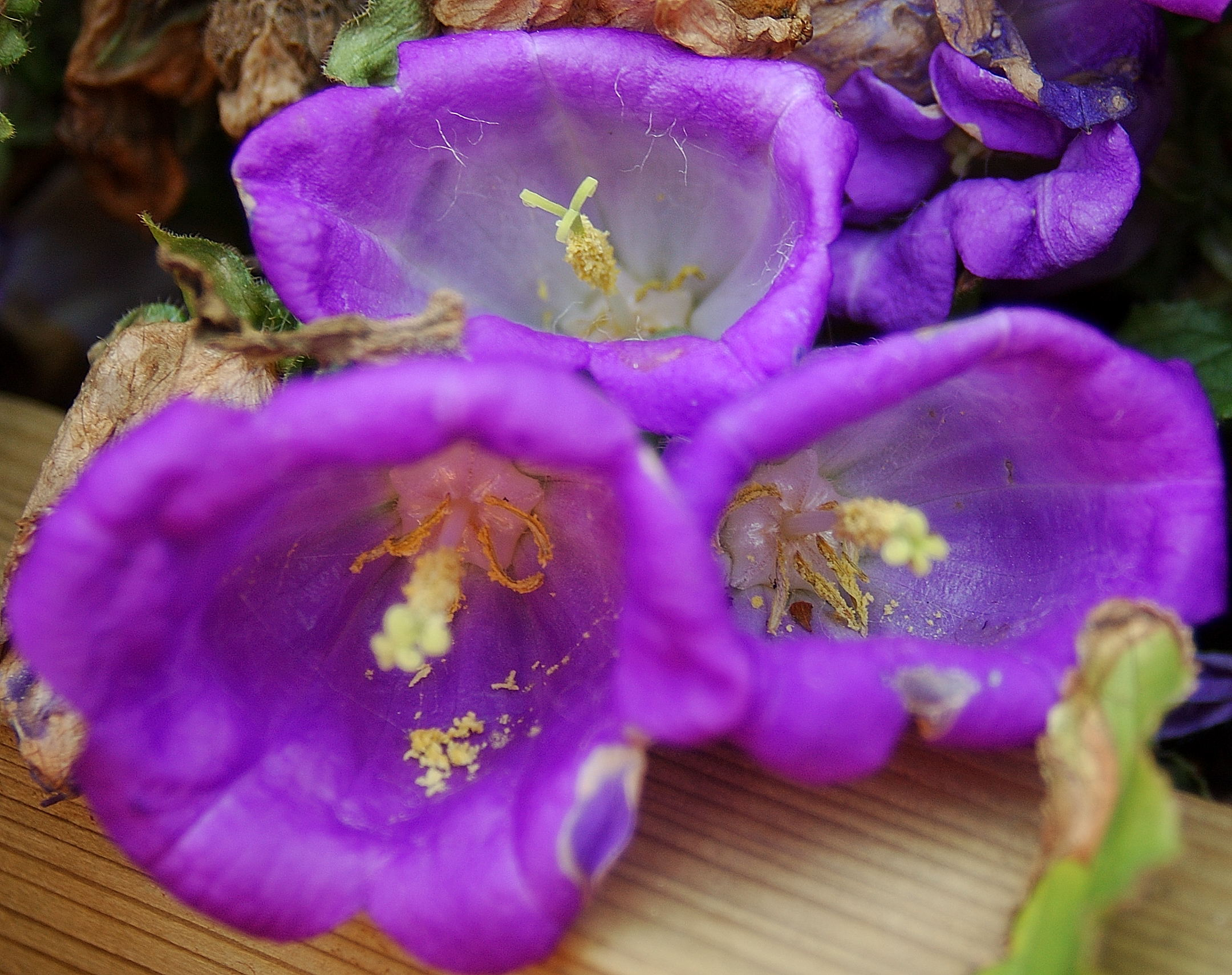
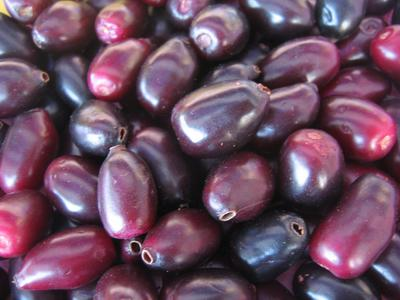
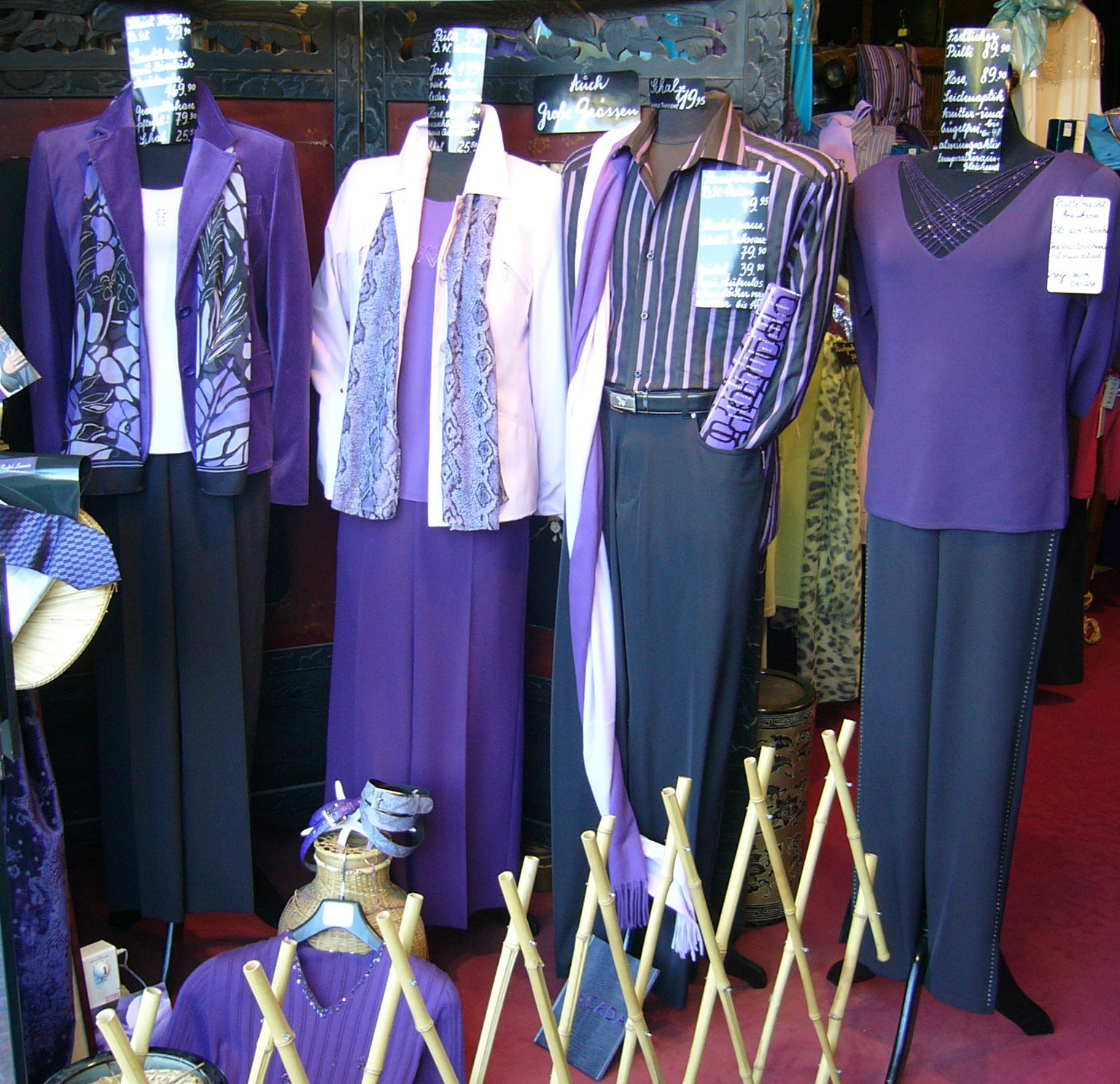
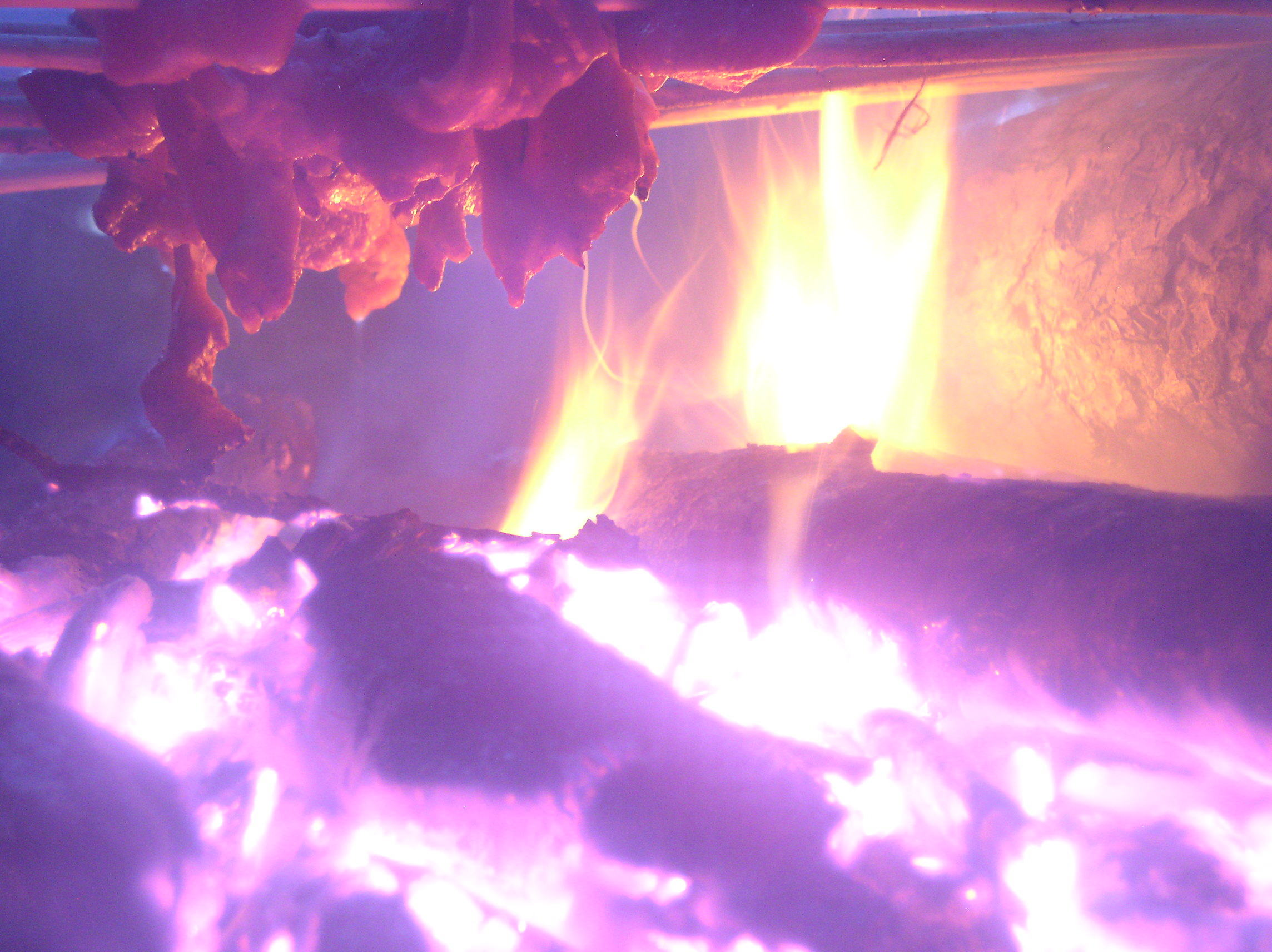
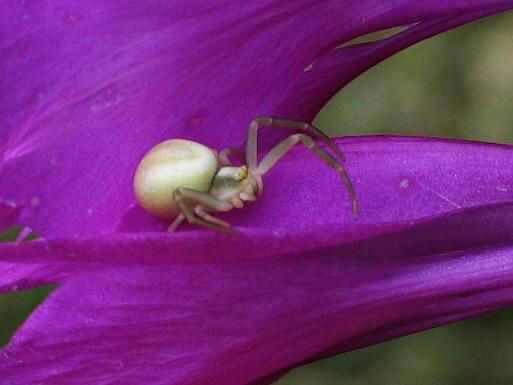
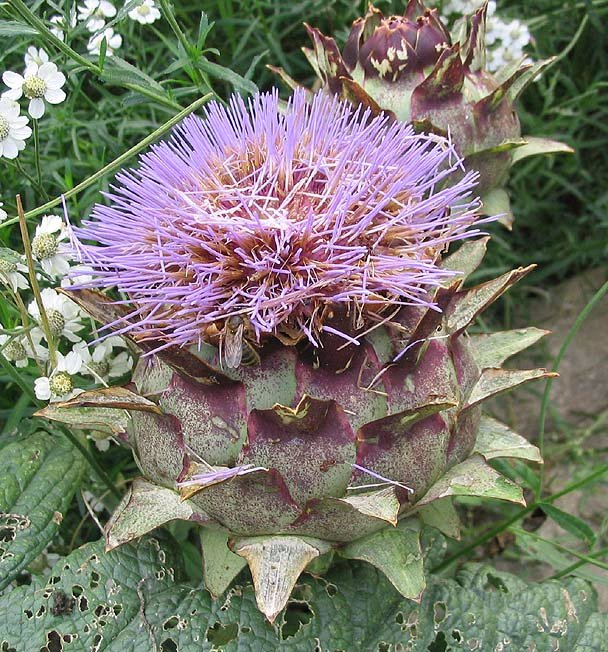

## Див.також
- Пурпур (геральдика)
- Тірський пурпур
- Фіолетовий колір